# Нокса (река)
Нокса́ (тат. Нокса) — река в России, протекает в республике Татарстан. Длина реки составляет 42 км. Площадь водосборного бассейна — 216 км². Устье реки находится в 3,3 км от устья Казанки по левому берегу.

## Данные водного реестра
По данным государственного водного реестра России относится к Нижневолжскому бассейновому округу, водохозяйственный участок реки — Волжский участок Куйбышевского водохранилища от города Казань до посёлка городского типа Камское устье. Речной бассейн реки — Волга от верховий Куйбышевского водохранилища до впадения в Каспийское море.
Код объекта в государственном водном реестре — 11010000112112100003397.